# Sport utility vehicle
« SUV » redirige ici. Pour les autres significations, voir SUV (homonymie).
Ne doit pas être confondu avec Crossover (automobile) ou Véhicule tout-terrain.

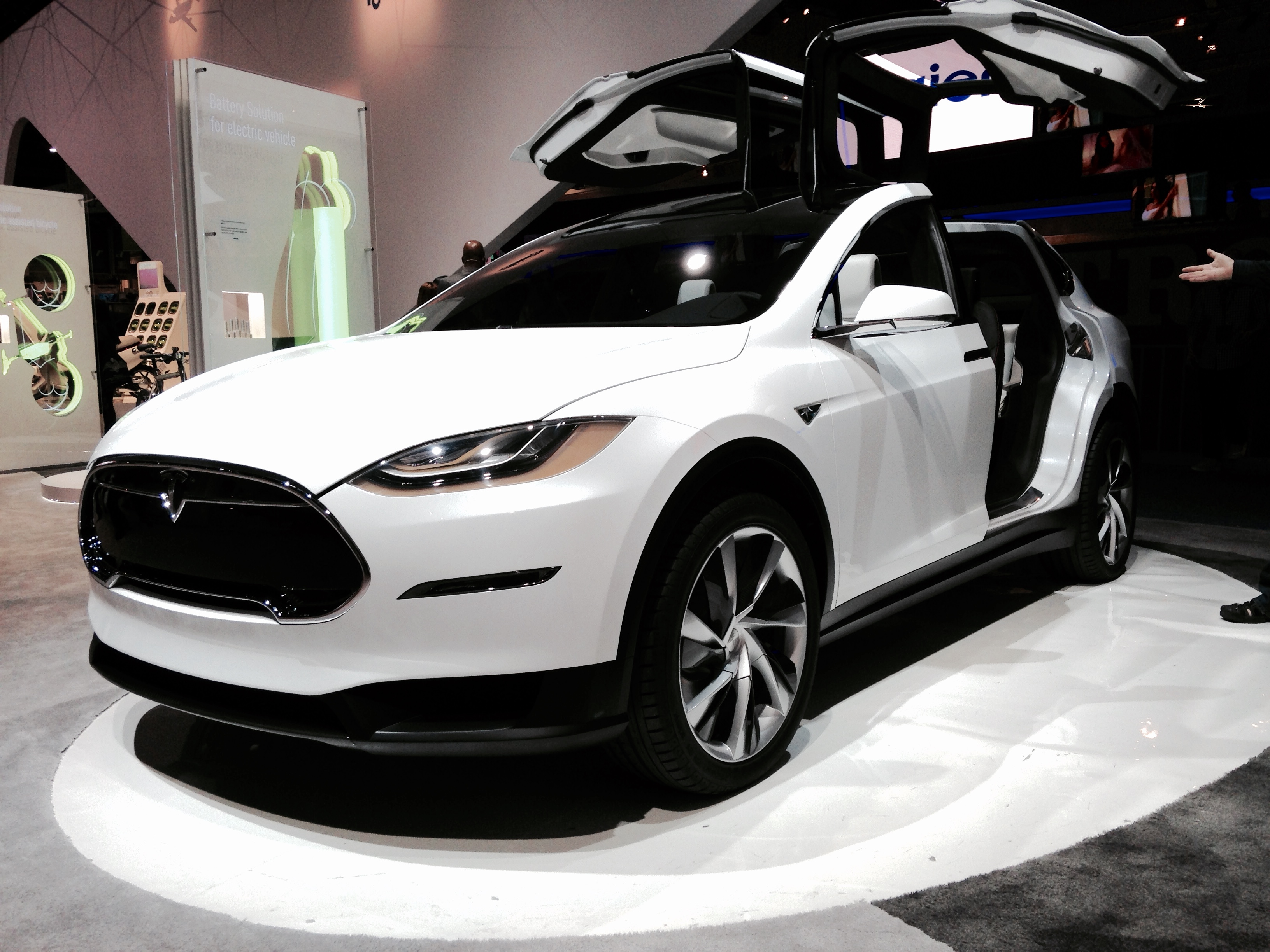
Le Tesla Model X est, au sens américain, un crossover à sept places du segment SUV.

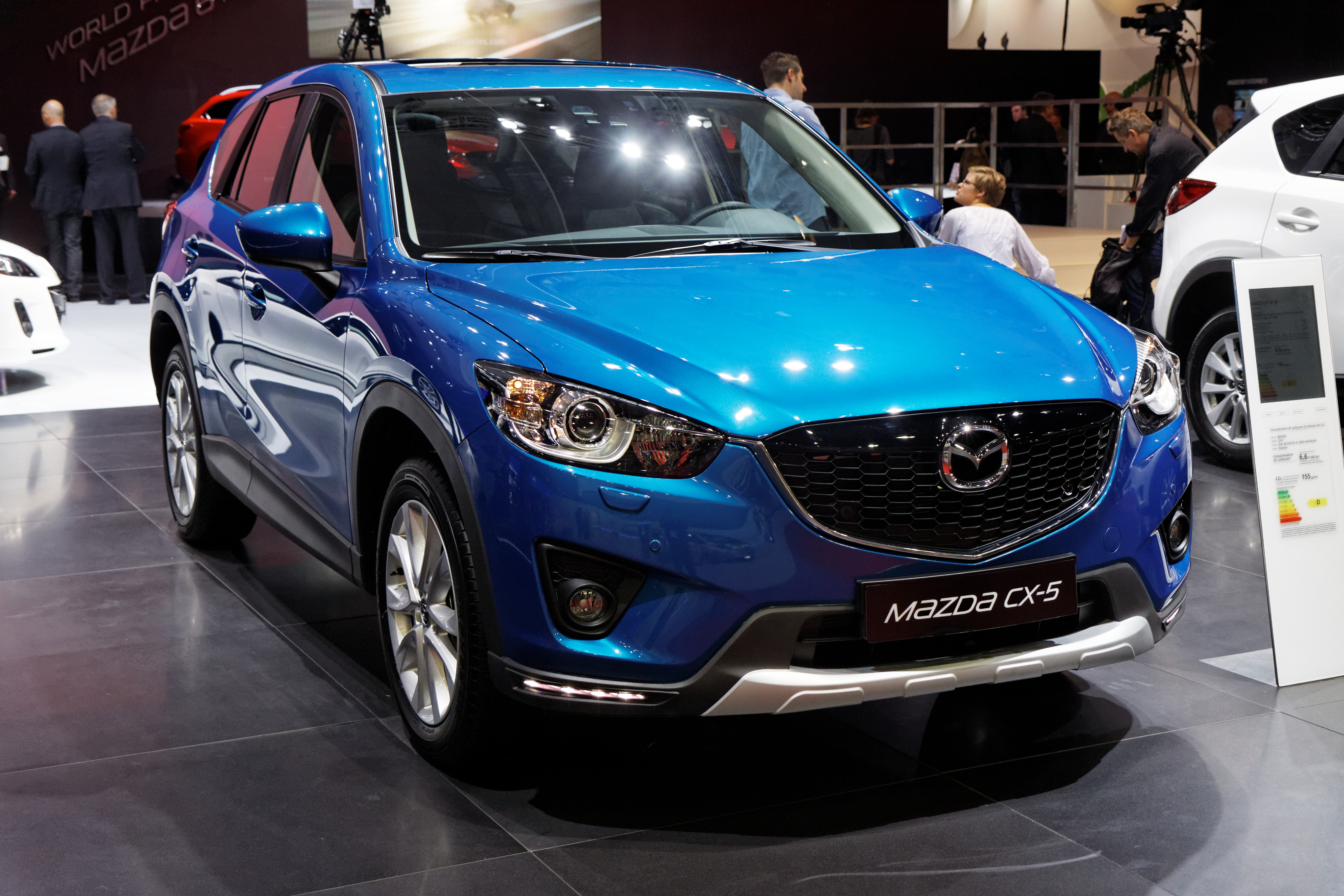
Un SUV multisegment compact, au sens américain: la Mazda CX-5.

Un SUV (sigle de l'anglais sport utility vehicle /spɔɹt juˈtɪlɪti ˈviəkəl/), aussi appelé tout-terrain de loisir ou véhicule utilitaire sport (VUS), au Canada, est une automobile bicorps familiale ou compacte polyvalente pouvant posséder des capacités de véhicule tout-terrain (garde au sol élevée, transmission intégrale).
À la fin du XXe siècle, le volume de vente de ce segment automobile décolle aux États-Unis, puis en Europe au début du XXIe siècle. « Le SUV a remplacé en partie les monospaces dans les achats des Français ; les acheteurs étant avant tout des familles qui ne mettront pas trois ou quatre enfants dans une citadine. »
En dépit de leur succès, les SUV font l’objet de plusieurs controverses, notamment sur les aspects de sécurité, de pollution, d'émissions de gaz à effet de serre et d'encombrement. Par rapport aux autres segments automobiles, ils entraîneraient un sentiment de protection tout en diminuant la visibilité des usagers de la route plus vulnérables, donc augmentent la mortalité induite. Leurs dimensions impliquent une consommation accrue de matières premières et d'énergie grise pour leur fabrication, puis une consommation de carburant et des rejets plus importants à l'usage. À ce titre, ils sont la deuxième cause d'augmentation des émissions de CO2 dans le monde entre 2010 et 2018.

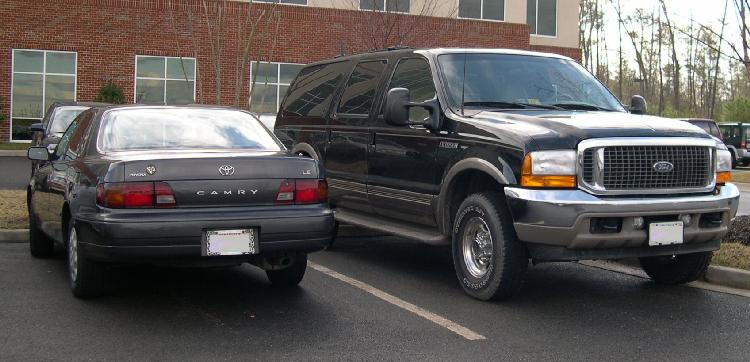
Un SUV américain de type light truck Ford Excursion stationné à côté d'une berline Toyota Camry. Le SUV est plus large de 21 cm et plus lourd d'environ 1500 kg que la routière. Construit de 2000 à 2005, le Ford Excursion était presque aussi lourd qu'un des camping-cars européens.

## Définition et caractéristiques
En 2018, le dictionnaire Le Robert définit le SUV comme un « monospace de tourisme équipé de quatre roues motrices ». Le monospace est pourtant un segment qui a perdu de son attrait dans les années 2010, les constructeurs lui préfèrant — justement — l'appellation à la mode « SUV » et la plupart de ceux-ci étant proposés, sur le marché français, en traction seule. Les SUV sont principalement caractérisés par leur forme bicorps, inspirée des breaks, leur hauteur et leur volume importants. Par rapport aux autres types de véhicules automobiles de même taille, l'espace intérieur est souvent plus important et permet aussi bien de transporter des objets assez grands que de voyager en famille, à la manière d'un monospace ou d'un ludospace qui pourtant ne sont pas l'objet de polémique. Caradisiac mesure ainsi en 2020 un gain de volume de coffre de +20 % sur des modèles à cinq places et de +16 % sur des modèles à deux places, tandis que le confort est amélioré par +6 mm d'espace pour les genoux et +1,7 à +3 cm pour la tête. Leur accès à bord est plus facile que celui des berlines ou breaks, souvent trop bas pour les personnes à mobilité réduite ou âgées. Certains SUV, à l'instar de leurs ancêtres tout-terrain, ont des capacités en usage hors-route et sont dotés de quatre roues motrices et de dispositifs électroniques favorisant la progression sur terrain difficile. Certains gros SUV sont également capables de tracter des charges de plusieurs tonnes, dépassant parfois de plus d'une fois leur masse à vide[réf. nécessaire]. Les SUV restent toutefois majoritairement utilisés sur route. Leur comportement routier se rapproche d'ailleurs de plus en plus de celui des berlines[réf. souhaitée] ; en témoignent les crossovers, nouvelle catégorie située entre les deux précédentes, qui ne disposent généralement que de deux roues motrices.
En matière de motorisation, les SUV sont le plus souvent dotés de moteurs thermiques, mais certains modèles sont munis d'une propulsion électrique et d’autres sont des véhicules hybrides rechargeables. Leurs performances sont victimes de leur poids, de leurs jantes plus grandes et de leur aérodynamique.

## Typologie

### Précurseurs

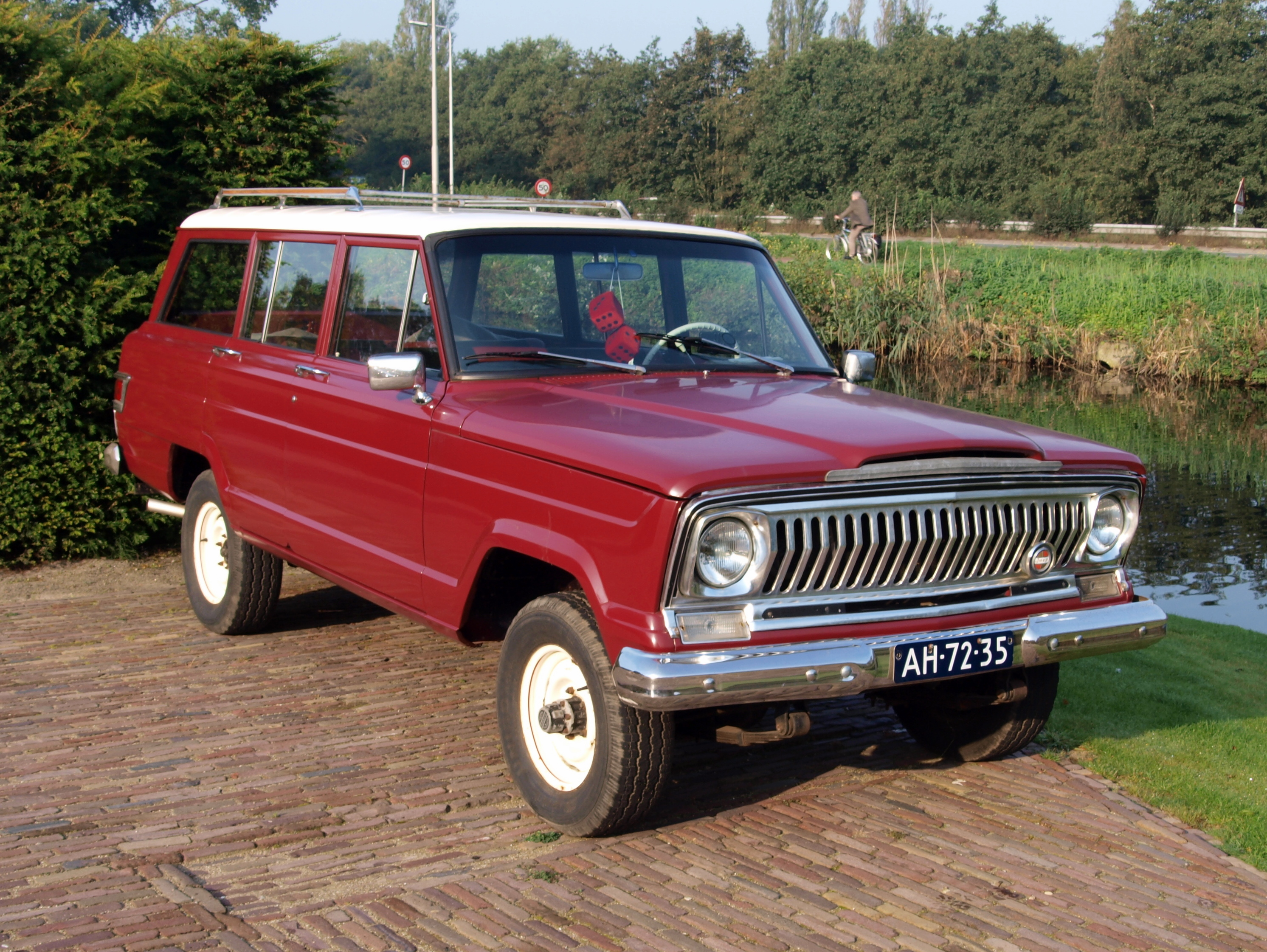
Version 1966 du Jeep Wagoneer SJ.

Le SUV trouve ses origines aux États-Unis, où l'un des premiers reconnu comme tel était le Jeep Wagoneer, datant de 1963. Il représentait une diversification pour la marque Jeep qui est, par ailleurs, l'une des pionnières du véhicule tout-terrain, avec la Jeep Willys de 1941. Les SUV étaient, à l'époque, principalement dérivés des pick-ups.
En Europe en 1970, le Range Rover marque une étape importante du genre. Le Rayton Fissore Magnum italien de 1985 possède les caractéristiques des SUV, mais c'est l'arrivée en Europe des Mercedes Classe M et BMW X5 à la fin des années 1990 qui constitue le point de départ de la vogue des « SUV modernes » sur ce continent.
En 1994, le Toyota RAV4 peut être considéré comme le premier SUV compact (en Europe) ou crossover (en Amérique du Nord), conçu avant tout pour un usage familial routier et non utilitaire hors route. Le Suzuki Vitara, petit 4×4 polyvalent sorti en 1988, pourrait contester ce titre. Cependant, si le Vitara s'éloigne du tout-terrain utilitaire initial, il reste un véhicule plus orienté pour un usage hors-route que route, avec un comportement routier assez éloigné des berlines de l'époque. Les générations suivantes du Vitara, appelées « Grand Vitara » en 1997, sont quant à elles réellement considérées comme des SUV/crossover.

### Crossoverou multi-segments

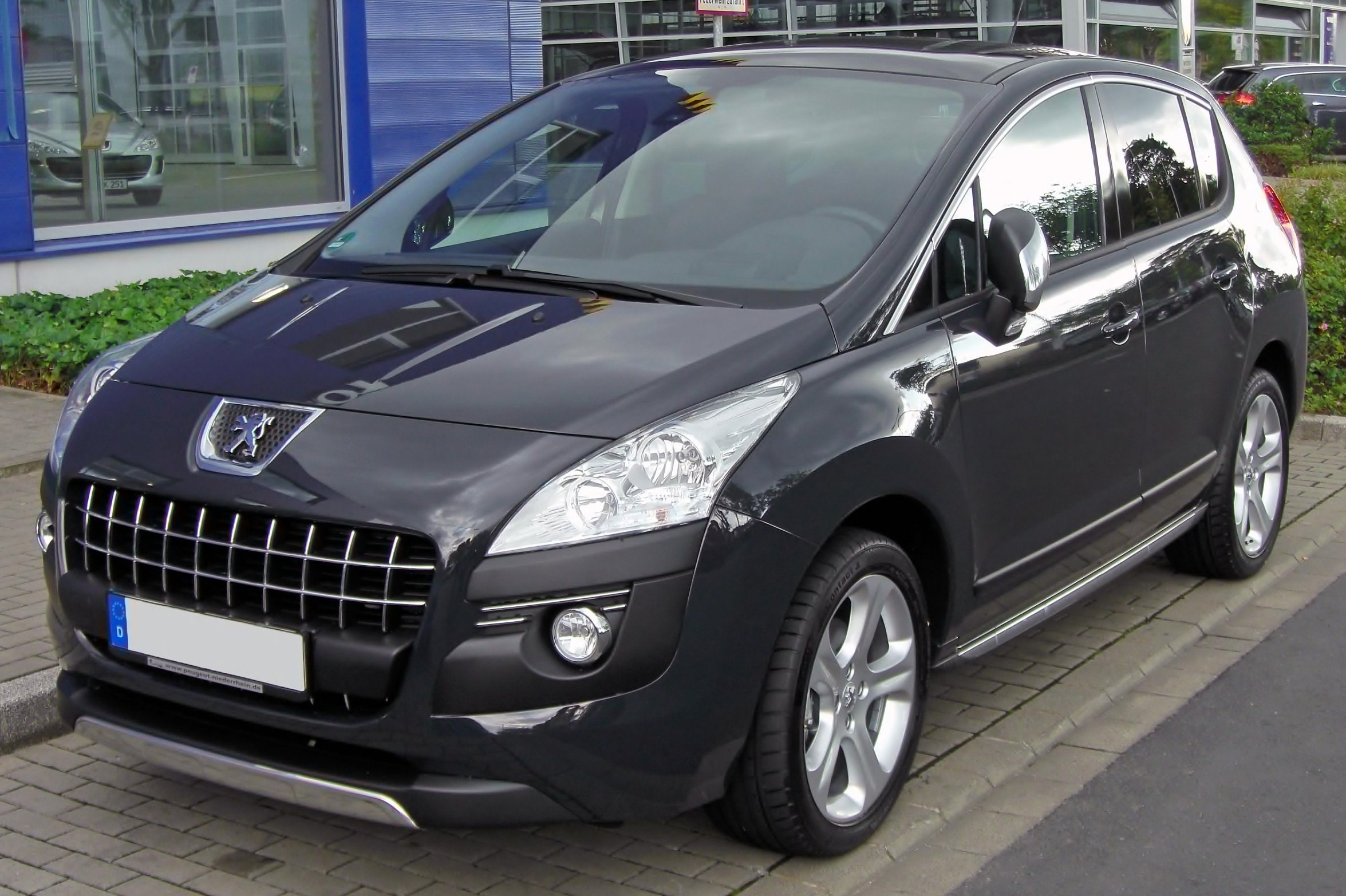
Peugeot 3008, un crossover combinant les carrosseries d'un SUV, d'une berline et d'un monospace, doté d'un mode 4×4 hybride.

Le terme « crossover » en automobile est apparu dès la fin des années 1980 en Amérique du Nord pour désigner un mélange des genres (le terme utilisé pour désigner ce type au Québec est « multi-segments »). Il s'agit d'un véhicule s'inspirant d'un SUV, mais conçu sur une plate-forme de berline. Le terme était ainsi utilisé aux États-Unis pour marquer la distinction par rapport aux SUV traditionnels de type light truck, conçus, eux, sur un châssis plus grand de type camionnette ou pick-up.
La majorité des SUV compacts du marché européen sont des crossovers au sens nord-américain. Il en est ainsi du Nissan X-Trail, dérivé de la Nissan Almera, ou du Hyundai Tucson, dérivé de la Hyundai Elantra. Il existe également de gros crossovers, tels que le BMW X6, tiré de la BMW Série 5, le Volvo XC90, inspiré de la Volvo S80, le Nissan Murano, de la Nissan Altima, le Lexus RX, de la Toyota Camry, le Subaru Forester, dérivé de la Subaru Impreza, et le Subaru B9 Tribeca, de la Subaru Legacy.
Par leur architecture commune avec les berlines, les crossovers ont généralement l'avantage d'avoir un meilleur comportement routier que les SUV, une moindre consommation de carburant et un coût à l'achat inférieur. Aux États-Unis, les clients se tournent dans les années 2000 plus volontiers vers ce type de véhicule que vers les SUV traditionnels, en raison de la forte augmentation du prix de l'essence.
En Europe, le terme « crossover » n'est réellement utilisé que pour désigner certains SUV dérivés de berlines possédant une allure de break « sportif » ou de coupé. Les autres continuent à être désignés sous le nom de « SUV » sans faire de différence entre les monocoques et les SUV originaux à châssis à échelle que tous les constructeurs, à l'exception des Mercedes-Benz Classe G et Suzuki Jimny, ont abandonné pour des raisons de sécurité. Certains constructeurs, tel Dacia, ne font aucune différence entre SUV et crossover ; la version « Stepway » de la Dacia Sandero possède un « look de SUV ou crossover ».

### Classification
À défaut d'une mention « SUV » sur les certificats d'immatriculation, faute d'une définition légale par les services d'homologation, les organismes d'évaluation de la sécurité des automobiles neuves classent les véhicules en fonction de leur taille. Par exemple, le programme européen Euro NCAP différencie les grands des petits SUV.
La Fédération belge et luxembourgeoise de l'automobile et du cycle (Febiac) distingue également :
- petit SUV : longueur inférieure ou égale à 4,3 m et hauteur inférieure ou égale à 1,8 m ;
- moyen SUV : longueur entre 4,3 m et 4,7 m ou longueur inférieure ou égale à 4,3 m et hauteur supérieure à 1,8 m ;
- grand SUV : longueur supérieure à 4,7 m.

En 2025, le magazine Que choisir classe les SUV compacts en 3 catégories : les SUV compacts citadins mesurant moins de 4,20 m, les SUV compacts intermédiaires d’une longueur avoisinant les 4,30 m et les SUV compacts supérieurs qui dépassent les 4,40 m.

#### Grands SUV selon Euro NCAP
- 2020 : Aznom Palladium, Aston Martin DBX
- 2018 : BMW X5, Hyundai Santa Fe, Jeep Wrangler, Hyundai Nexo (électrique à pile à hydrogène), Volkswagen Touareg, Lamborghini Urus
- 2017 : Porsche Cayenne, Volvo XC60, Renault Koleos, Alfa Romeo Stelvio, Škoda Kodiaq, Audi Q5, Land Rover Discovery.

#### Petits SUV selon Euro NCAP
- 2018 : Audi Q3, Volvo XC40 ;
- 2017 : Dacia Duster, Hyundai Kona, Jaguar F-Pace, BMW X3 et BMW X4, DS 7 Crossback, Jaguar E-Pace, Mitsubishi Eclipse Cross, Seat Arona, Škoda Karoq, Volkswagen T-Roc, Range Rover Velar, Jeep Compass, Mazda CX-5, Opel Grandland X, Toyota C-HR ;
- 2016 : Audi Q2, Peugeot 3008 II et 5008, Seat Ateca, Volkswagen Tiguan ;
- 2015 : BMW X1 et BMW X2, Kia Sportage, Mercedes-Benz GLC, Hyundai Tucson, Renault Kadjar ;
- 2014 : Jeep Renegade, Land Rover Discovery Sport, Lexus NX (hybride), Porsche Macan, Nissan X-Trail, Mercedes-Benz GLA ;
- 2013 : Mitsubishi Outlander PHEV (hybride), Jeep Cherokee, Honda CR-V, Toyota RAV4 ;
- 2012 : Ford Kuga, Mitsubishi Outlander, Subaru Forester, Mazda CX-5, BMW X1, Jeep Compass ;
- 2011 : Land Rover Evoque, Audi Q3, Chevrolet Captiva, BMW X3, Dacia Duster ;
- 2010 : Kia Sportage, Hyundai ix35, Mazda CX-7, Mercedes-Benz GLK ;
- 2009 : Škoda Yeti, Audi Q5, Volkswagen Tiguan, Volvo XC60.

Quelques SUV des années 2020
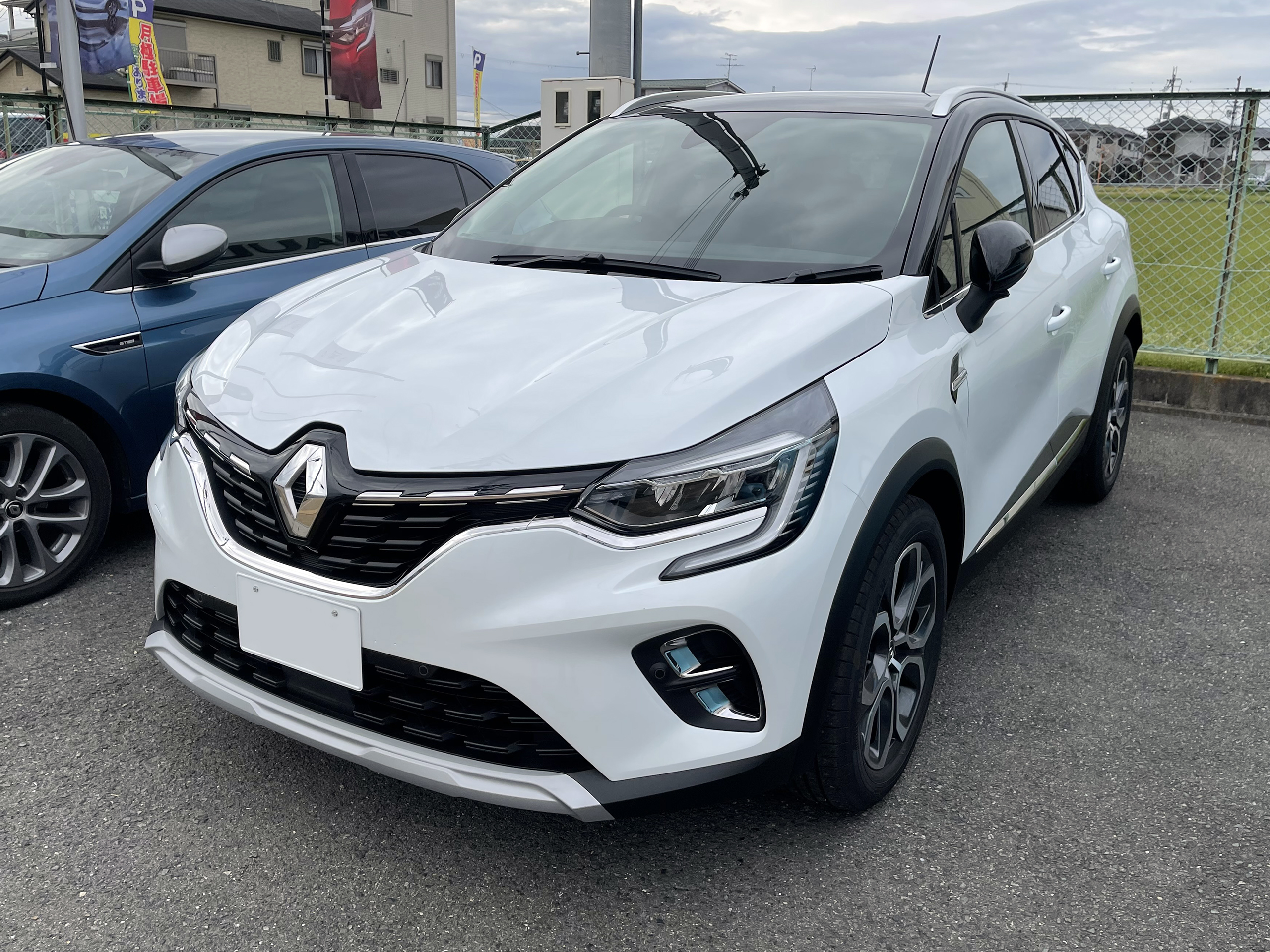
Renault Captur II (depuis 2019).
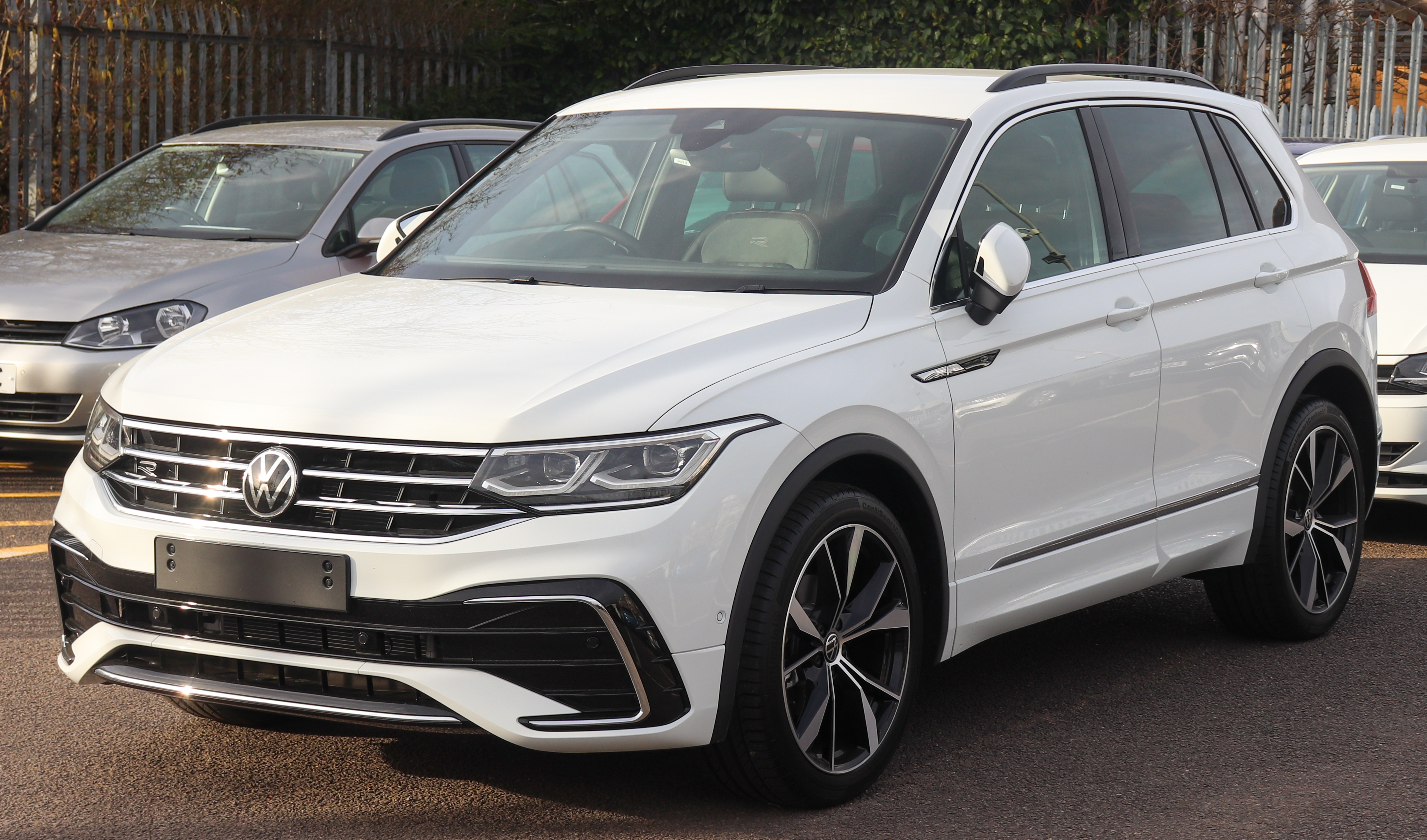
Volkswagen Tiguan II (depuis 2016).
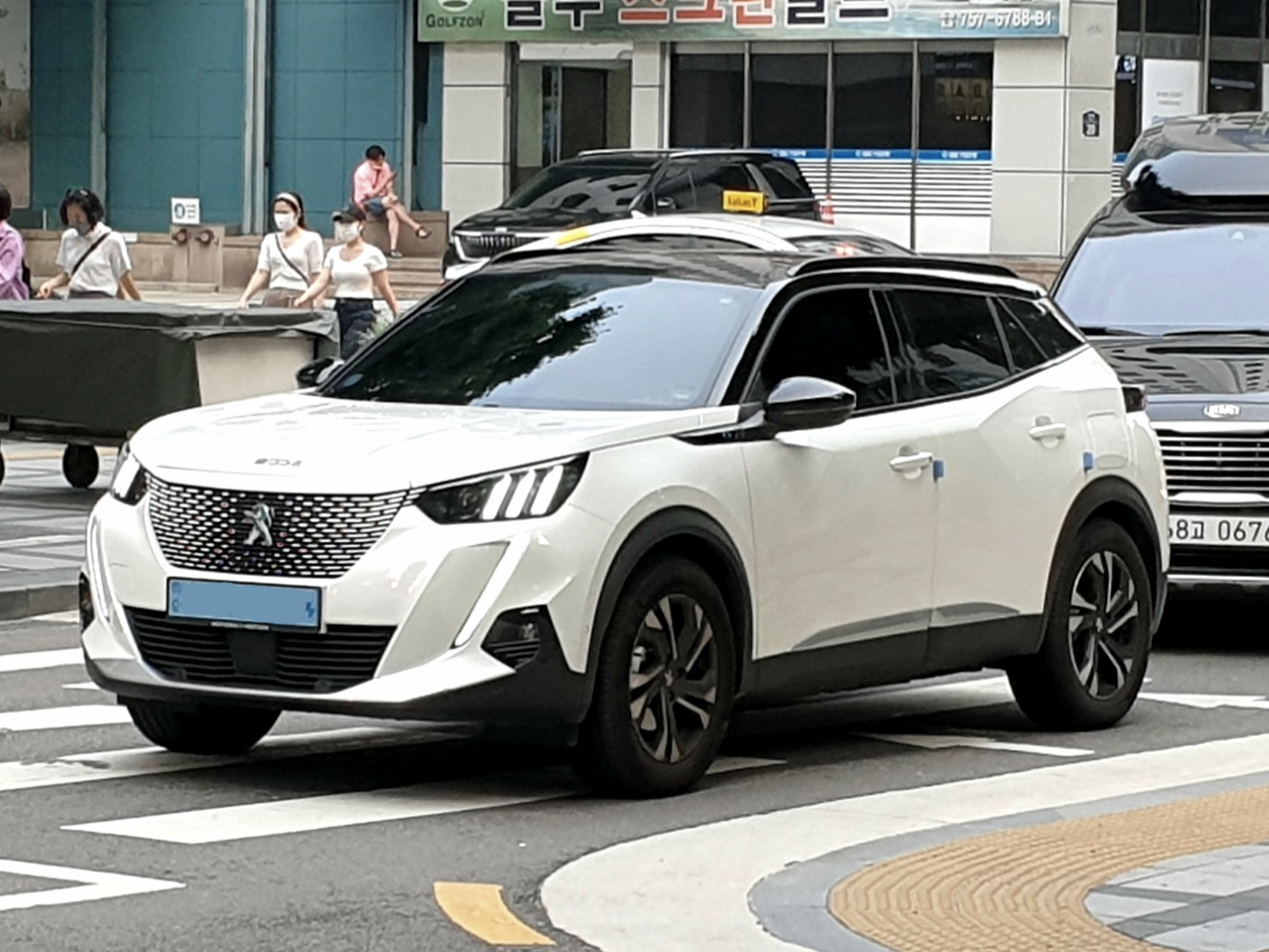
Peugeot e-2008 (depuis 2020).
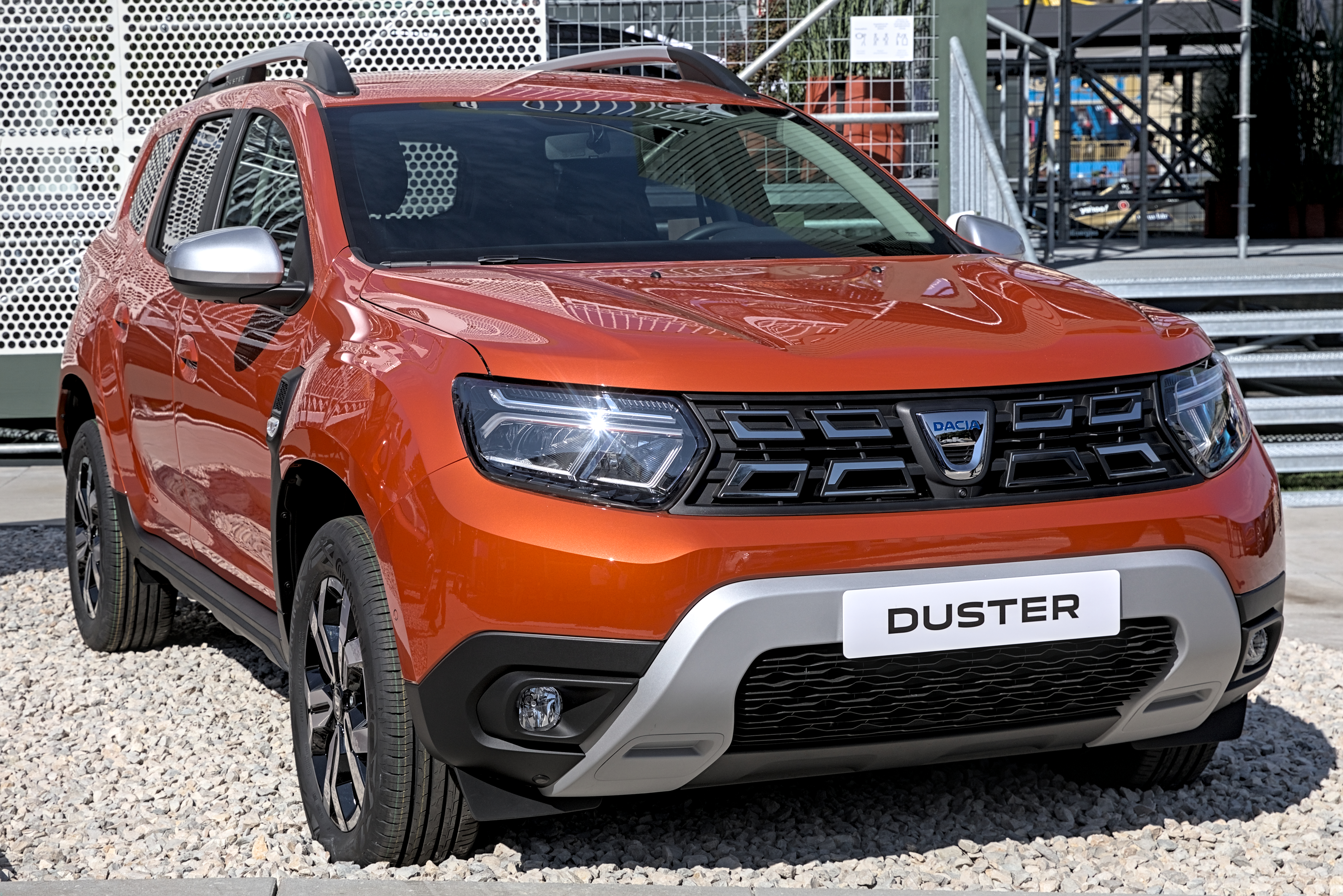
Dacia Duster II (depuis 2017).
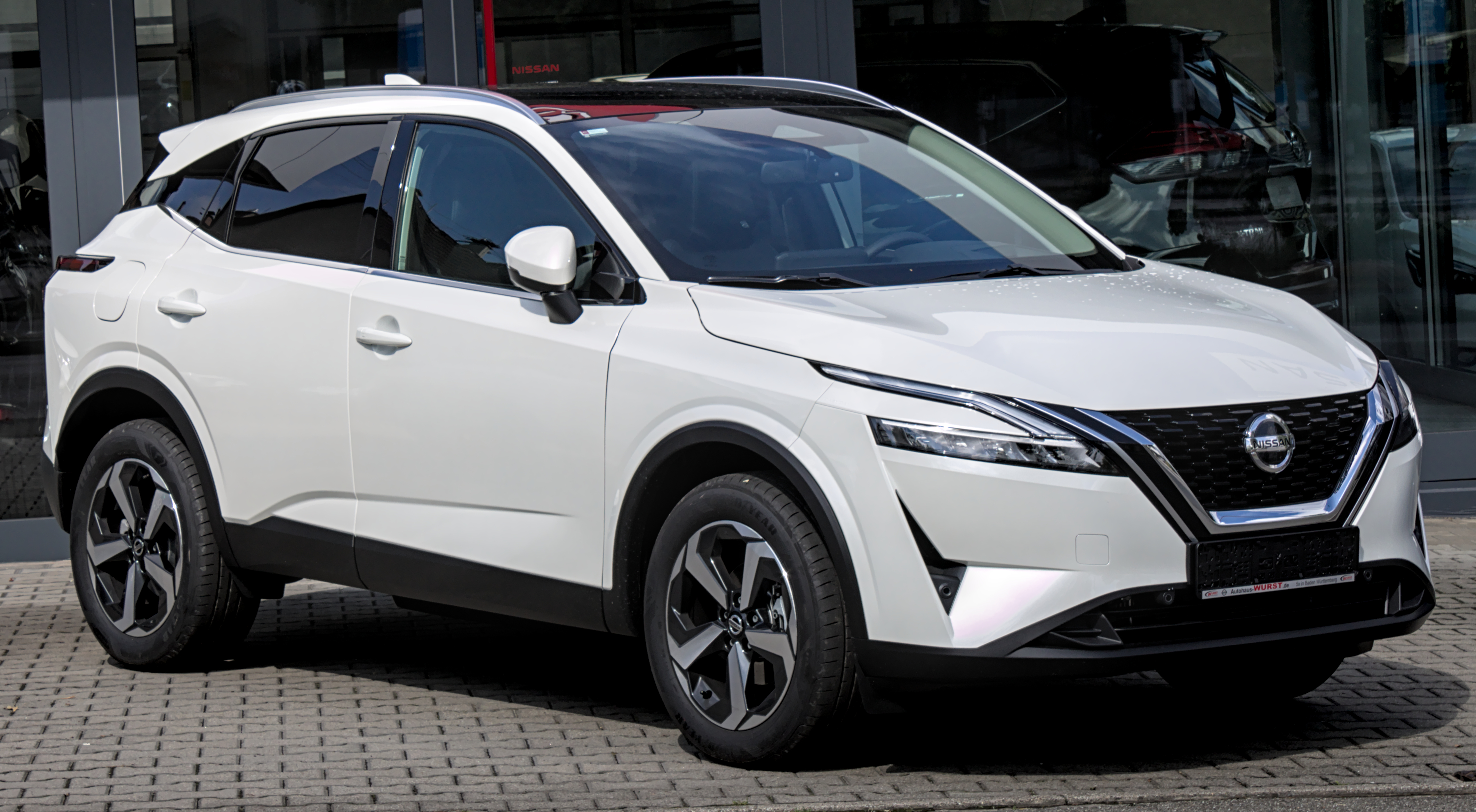
Nissan Qashqai III (depuis 2021).

Quelques SUV des années 2010
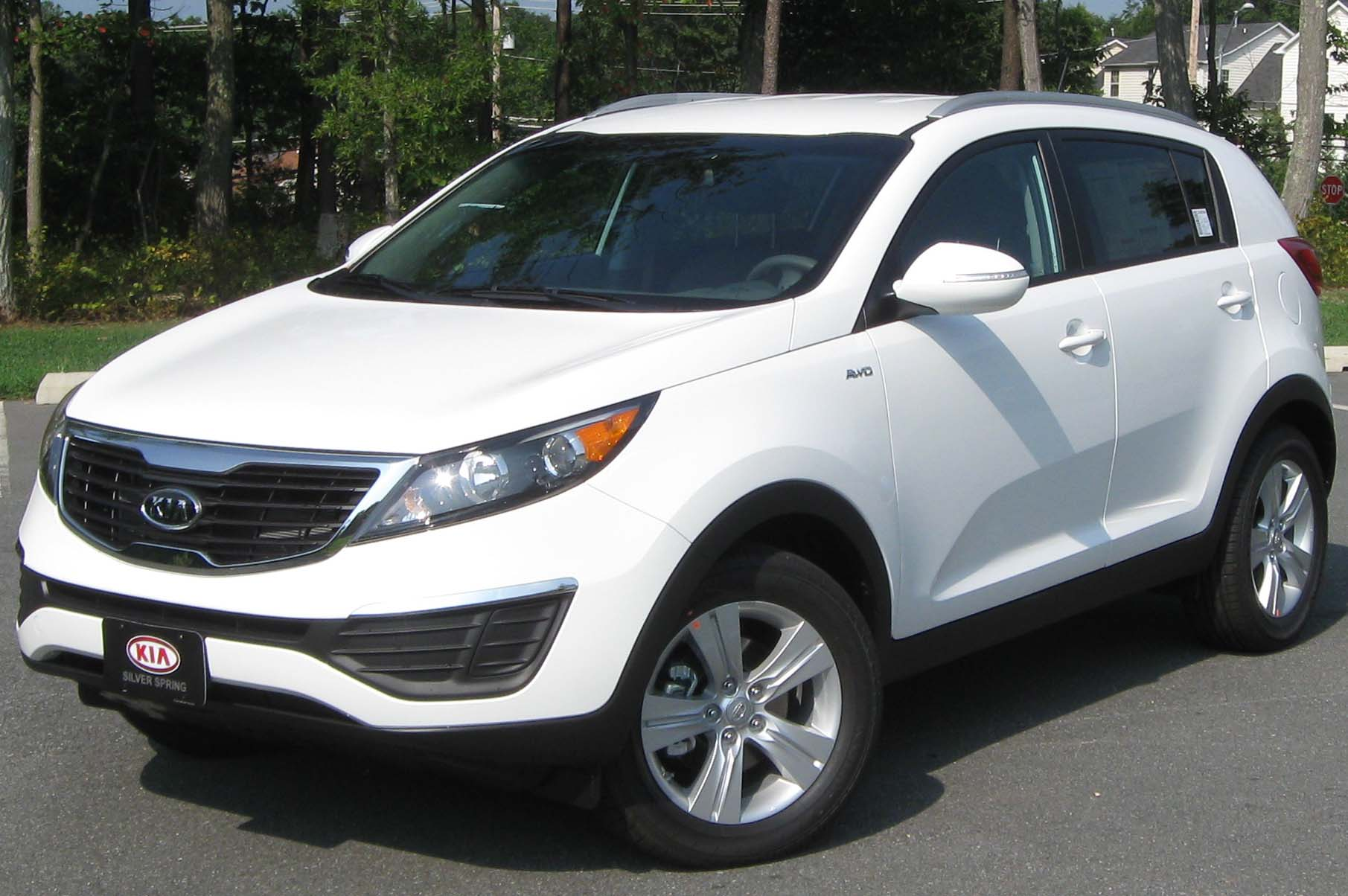
Kia Sportage en 2010.
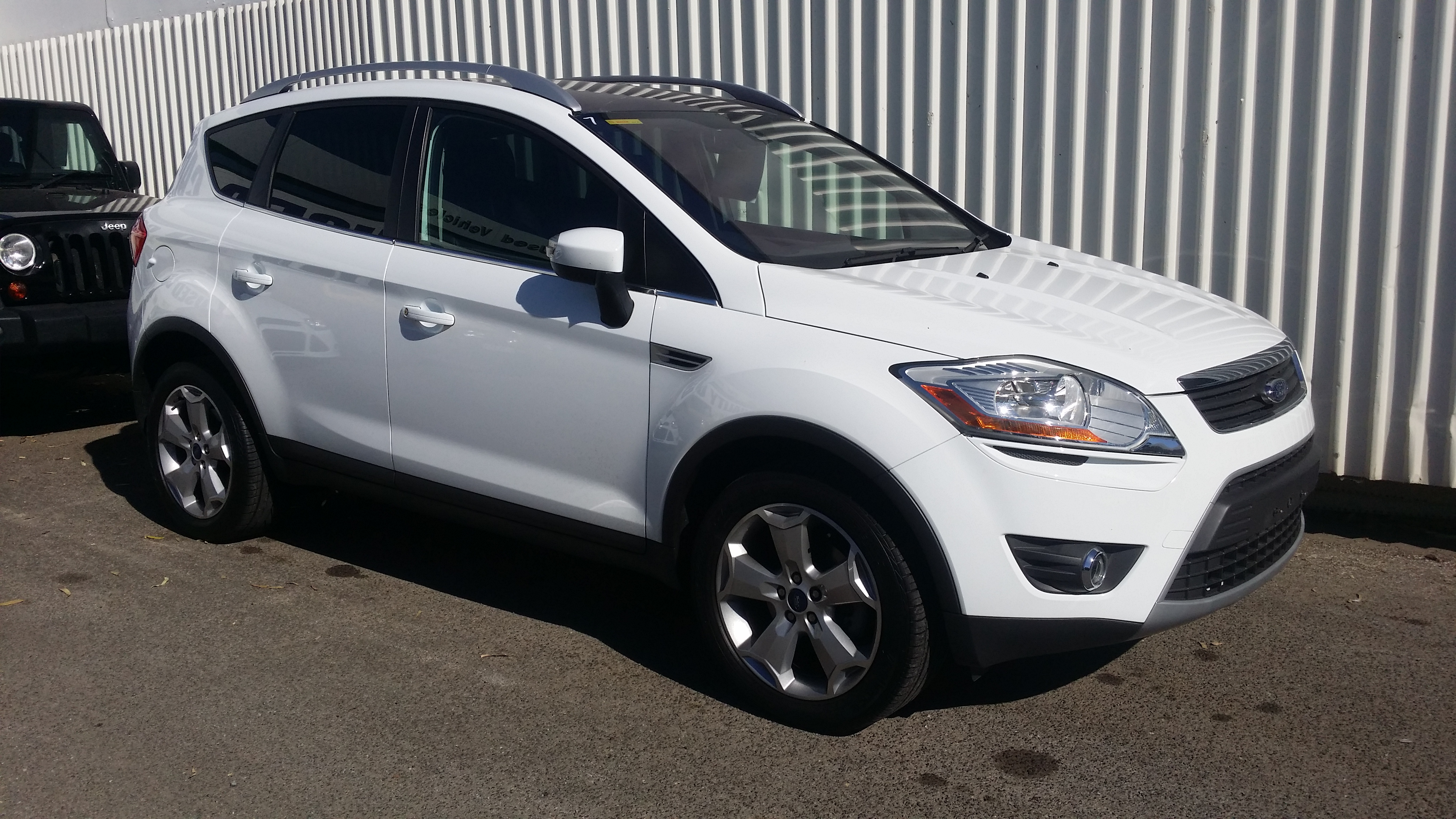
Ford Kuga en 2012.
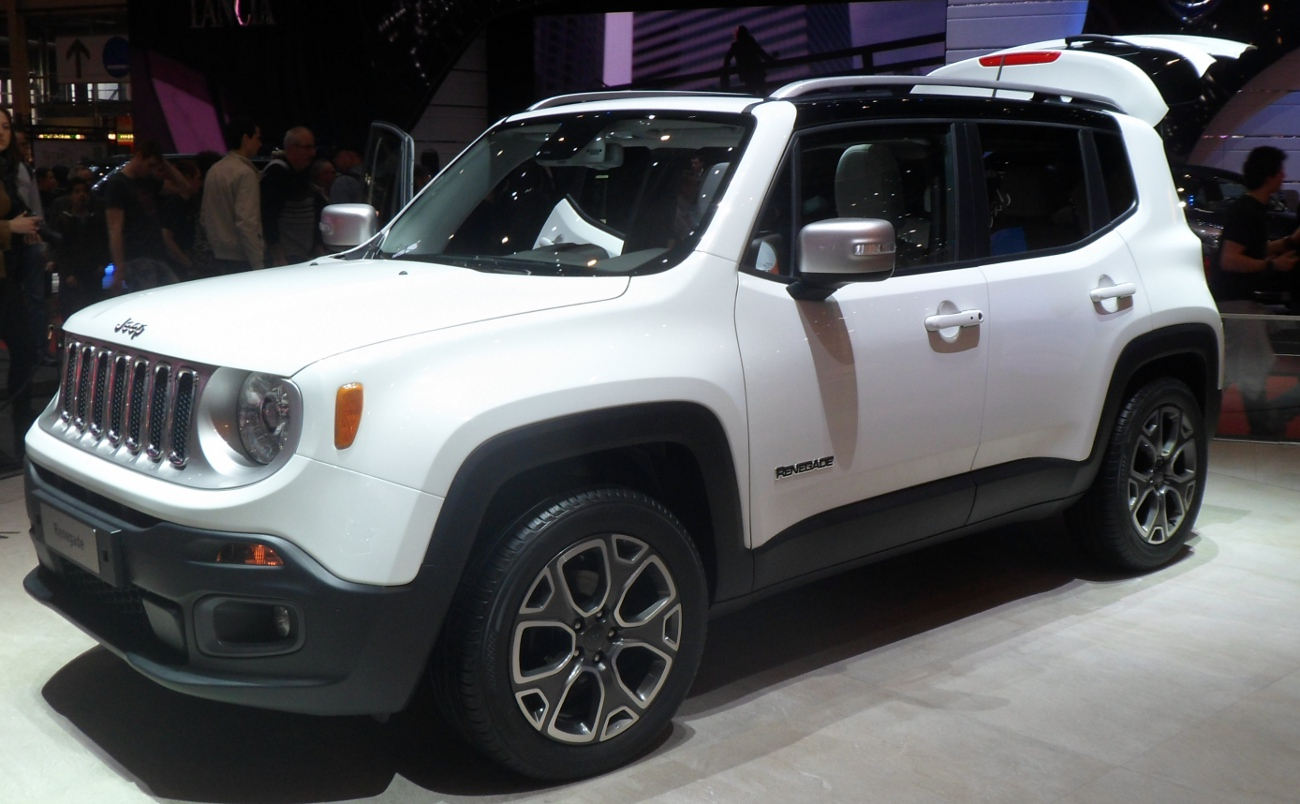
Jeep Renegade en 2014.
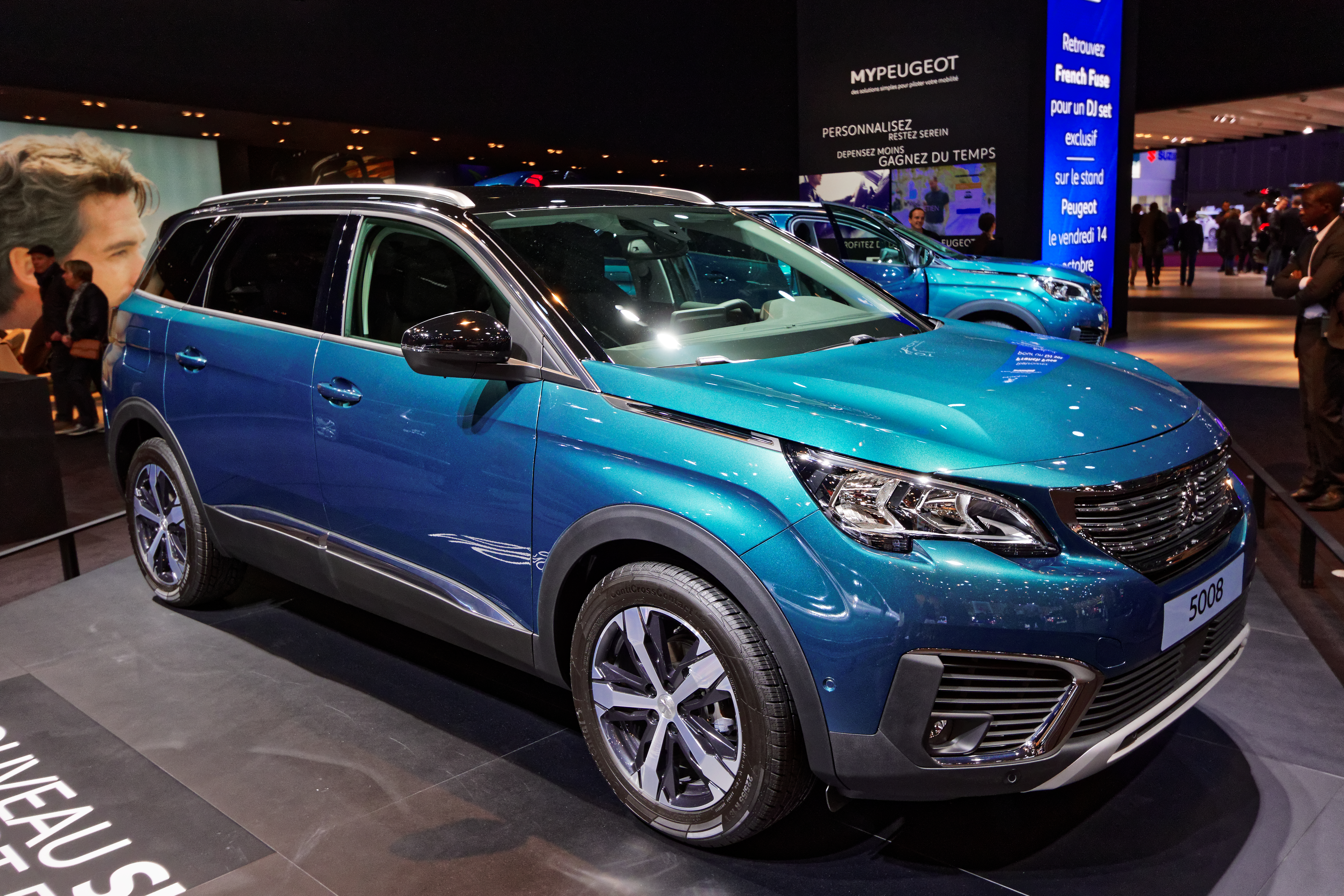
Peugeot 5008 en 2016.
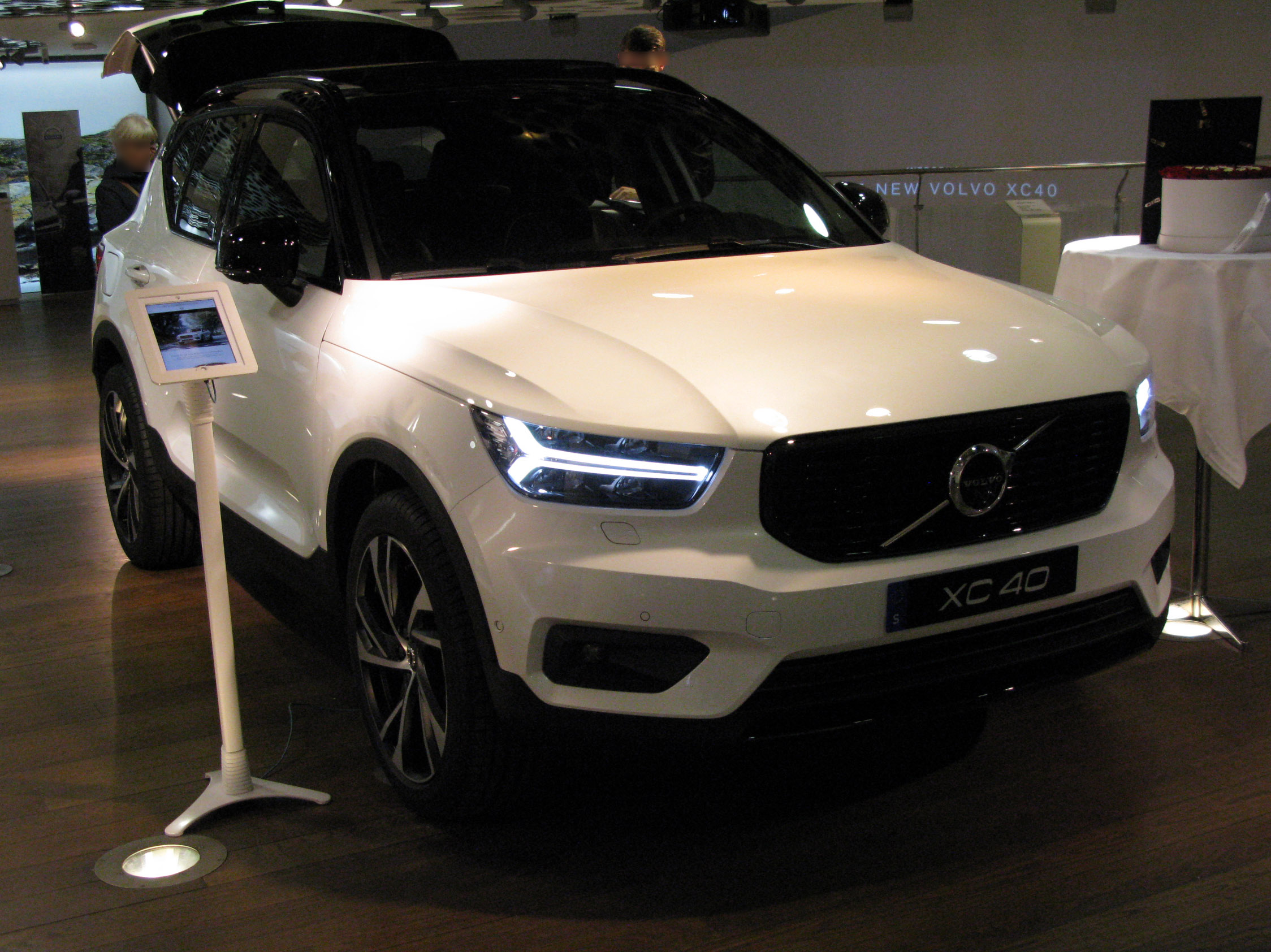
Volvo XC40 en 2018.

#### Meilleures ventes
| SUV                  | Modèle            | Ventes (2018) |
| -------------------- | ----------------- | ------------- |
| Small SUV            | Renault Captur    | 186 220       |
| Mid-size SUV         | Nissan Qashqai    | 206 636       |
| Large SUV            | Peugeot 5008 II   | 67 913        |
| Small premium SUV    | BMW X1            | 93 164        |
| Mid-size premium SUV | Mercedes-Benz GLC | 108 323       |
| Large premium SUV    | BMW X5            | 26 733        |

## Essor et effet de mode

### Succès commercial
Tous les constructeurs automobiles produisent ou envisagent de produire des SUV par segment de marché,,. Paradoxalement, en mars 2018, Citroën transforme son SUV C4 Cactus en berline par un simple restylage (suppression des barres de toit et réduction de la taille des pare-chocs latéraux) afin de remplacer sa berline C4.
Le mot « utility » aux États-Unis, où les SUV sont nés, a le sens d'« usage utilitaire ». Certains constructeurs, comme BMW, tentent de se démarquer de cette image en utilisant le terme « SAV » (pour « sport activity vehicle »). On parle d'ailleurs plus volontiers de véhicules de loisirs pour décrire les SUV que de véhicules véritablement utilitaires.
D'après The Conversation, le SUV, à l'apparence de 4x4, est d'origine japonaise et est arrivé en Europe dans les années 1990.
En France, les SUV ou crossovers les plus vendus sont en 2020 les modèles citadins (Dacia Sandero Stepway et Spring, Peugeot 2008 ou Renault Captur). Les SUV sont en 2018 particulièrement appréciés des seniors, sensibles à leur position de conduite plus haute, au sentiment de sécurité qu'ils procurent et à l’accès facilité à bord. Ils remplacent souvent les monospaces et les breaks dans les familles nombreuses.
En janvier 2022, les SUV atteignent 49,7 % de part de marché en Europe, ce qui est un record. Alors que le nombre de voitures vendues est en baisse de 2,4 % par rapport à janvier 2021, les SUV voient leurs ventes augmenter de 11 %. Sur le mois de janvier 2022, parmi les dix voitures les plus vendues en Europe figurent quatre SUV : les Peugeot 2008 (3e), Volkswagen T-Roc (5e), Toyota Yaris Cross (8e) et Ford Puma (9e).

### Essor dû à la réglementation
En Europe, le SUV a bénéficié des réglementations sur les émissions et la sécurité :
- les textes relatifs à la sécurité des piétons ont conduit à rehausser les pare-chocs avant ;
- les véhicules d'une masse supérieure à 2 500 kilogrammes ont bénéficié d'exonération sur les émissions de polluants jusqu'en 2005 (application d'Euro 4) ;
- la réglementation harmonisée de 2017, dite « en conditions réelles », pose pour les véhicules Diesel des exigences en matière d'émissions de CO2 que seuls les SUV peuvent satisfaire, car ils peuvent emporter un catalyseur et un réservoir d'urée volumineux ;
- les limites d'émissions de CO2 sont plus souples pour les véhicules les plus lourds.

### Essor et choix industriels
Les fabricants français ont concentré en France la production de véhicules à forte valeur ajoutée de type SUV, alors que les véhicules légers sont produits dans des zones à moindre coût du marché unique.

## Coûts
Comparés par Caradisiac, en 2020, aux berlines dont ils dérivent, les SUV sont en moyenne vendus plus chers de 3 000 €, à motorisation et niveau de finition identiques, et en comptant le malus le cas échéant. À ce coût initial s'ajoute une consommation de carburant accrue par rapport à une berline de longueur équivalente (évoquée dans les sections idoines).

### Coût du stationnement

#### Initiatives de villes en France

##### Métropole de Grenoble
Depuis mars 2024, le coût du stationnement des véhicules lourds est plus élevé dans la métropole de Grenoble ; le seuil d'application, défini par le poids d'un véhicule, est fixé à 1 550 kg pour une voiture à essence ou diesel ou 1 800 kg pour un hybride électrique. Le raisons avancées pour justifier cette surfacturation des usagers sont que « les véhicules lourds entraînent des charges d’entretien supplémentaires, notamment sur la reprise des revêtements, émettent davantage de gaz à effet de serre et produisent plus de poussières liées à l’usure des freins et des pneus ».

##### Paris
À partir d'octobre 2024, la mairie de Paris triple les tarifs de stationnement des véhicules jugés lourds (plus de 1 600 kilogrammes pour un véhicule thermique, plus de 2 000 pour un véhicule électrique ou hybride), mais cette mesure ne concerne pas les résidents de la ville, les professionnels ni les personnes en situation de handicap.

##### Bordeaux
À Bordeaux, des mesures similaires sont mises en place en mai 2025. Les seuils sont de 1 600 kilogrammes pour les véhicules thermiques et de 1 900 kilogrammespour les véhicules hybrides et électriques[réf. non conforme]. Les justifications de la mairie bordelaise sont « un impact écologique plus fort » de ces véhicules qui « génèrent plus de pollution et augmentent les émissions de CO2 », « des voiries plus rapidement dégradées » et « une occupation de l’espace public plus importante ».

#### Exemples à l'international
À Washington DC, le coût du stationnement est sept fois plus élevé à partir de 2 700 kilogrammes[réf. nécessaire].
Au Canada, le tarif de stationnement est indexé sur la masse du véhicule[Depuis quand ?].
Dans la ville de Tübingen dans le Bade-Wurtemberg (Allemagne), le stationnement des SUV est 50 % plus coûteux.

## Enjeux et critiques
Des critiques ont été émises contre les « sport utility vehicles » et des véhicules tout-terrain, « light truck », « light-duty trucks », pick-ups et « 4 × 4 » urbains. Elles portent sur les risques accrus pour les tiers en cas d'accident, l'occupation de l'espace urbain et les impacts énergétiques, environnementaux et climatique de ces véhicules. Elles ont d'abord émergé chez des associations comme le WWF ou Greenpeace dès le début des années 2000 pour ensuite s'appuyer sur un corpus de données provenant de la recherche.
Ces critiques incluent maintenant les SUV électriques, dont le poids est particulièrement élevé et dont la fabrication consomme une grande quantité de métaux et matériaux critiques.
Dans des pays à hauts et moyens revenus comme les États-Unis et certains pays d'Europe continentale, les piétons et cyclistes heurtés par un SUV ou un LTV meurent plus souvent que dans le cas de voitures moyennes : +44 % de risque tous âges confondus, +82 % pour les enfants et +130 % pour les enfants de moins de 10 ans. Le risque d'avoir des blessures graves ou mortelles, plutôt que légères, augmente de 24 % pour les adultes et 28 % pour les enfants, sur la période de 35 ans étudiée.